# Forslund
Forslund är ett svenskt efternamn, som burits av bland andra:
- Albert Forslund (1881–1954), svensk fackföreningsman
- Anders Forsslund (född 1946), svensk sångare och musiker
- Anton Edol Forslund (1834–1927), dansk-svensk pianotillverkare
- Barbro Forslund (1929–2015), svensk konstnär
- Bengt Forslund (född 1932), svensk filmproducent, regissör och författare
- Bengt Forslund (silversmed) (född 1954), svensk silversmed
- Bo Forslund
- Bror Forslund (1909–1982), svensk skulptör
- Carl Forsslund
- Emil Forslund (född 1993), svensk ishockeyspelare
- Erik Forslund (1878–1960)
- Folke Forsslund
- Fred Forslund (1923–2007), svensk keramiker, författare och lärare
- Gideon Forslund (1889-1954), svensk ingenjör, båtkonstruktör och varvsägare
- Gus Forslund (1906-1962), svensk-kandadensisk ishockeyspelare
- Henning Forslund (1876–1969), svensk båtkonstruktör och varvsägare
- Helge Forsslund
- Helmer Forslund (1920-1975), svensk målare
- Hilda Forsslund (1846–1931), svensk skådespelare
- Johan Forslund (född 1946), militär.
- Johan Forslund (född 1977), skådespelare.
- Jonas Forsslund (1754–1809), svensk porträttmålare och skulptör
- Karl-Erik Forsslund (1872–1941), författare, folkbildare och hembygdsvårdare
- Karl-Herman Forsslund (1900-1973), svensk skogsforskare
- Kenneth Forslund
- Kenneth G. Forslund (född 1967), svensk socialdemokratisk politiker
- Kerstin Forslund (född 1953), vissångerska
- Leonard Forslund (född 1959), svensk-dansk målare
- Linus Forslund (född 1988), svensk bandyspelare
- Matilda Forslund (född 1989), svensk fotbollsspelare
- Maxjenny Forslund (född 1975), svensk-dansk designer
- Michael Forslund (född 1986), svensk skicrossåkare
- Patrik Forslund (född 1983), svensk moderat politiker
- Rasmus Forslund (född 1990), svensk bandyspelare
- Tomas Forslund (född 1968), svensk ishockeyspelare
- Åke Forslund (1917–2003), svensk handbollsspelare